# ألدو نادي
ألدو نادي (Aldo Nadi) هو لاعب أولمبي لرياضة مبارزة سيف الشيش من إيطاليا. شارك في الأولمبياد الصيفي في 1920، وفاز بما مجموعه 4 ميداليات.

## الميداليات
| ذهب | فضة | برونز | المجموع |
| 3   | 1   | 0     | 4       |

## روابط خارجية
- ألدو نادي على موقع IMDb (الإنجليزية)
- ألدو نادي على موقع الموسوعة البريطانية (الإنجليزية)
- ألدو نادي على موقع الموسوعة البريطانية (الإنجليزية)
- ألدو نادي على موقع قاعدة بيانات الفيلم (الإنجليزية)
- ألدو نادي على موقع اللجنة الأولمبية الدولية (الإنجليزية)
- ألدو نادي على موقع أوليمبيديا (الإنجليزية)
- ألدو نادي على موقع اللجنة الأولمبية الإيطالية (الإيطالية)